# ده میلان
ده میلان، روستایی از توابع بخش مرکزی شهرستان زرند در استان کرمان ایران است.روستایی در دل کوه ها

## جمعیت
این روستا در دهستان حتکن قرار دارد و براساس سرشماری مرکز آمار ایران در سال ۱۳۸۵، جمعیت آن ۶۲ نفر (۱۹خانوار) بوده‌است.